# Jonathan Beaulieu-Bourgault
Jonathan Beaulieu-Bourgault est un footballeur international canadien né le 27 septembre 1988 à Montréal. Il joue au poste de milieu avec défensif en 2e et 3e division allemande ainsi qu'avec la sélection du Canada.

## Parcours
Il a joué pour le SV Wilhelmshaven, prêté par le FC St. Pauli en Allemagne. Bourgault a signé en Allemagne à l'âge de 17 ans après avoir été formé par les Lakers du Lac Saint-Louis en Ligue de soccer élite du Québec (LSÉQ).